# Corrido (España)
El corrido es un género musical de España.

## Castilla
En algunas zonas de Castilla recibía el calificativo de salteado. Era un baile muy popular en toda Castilla y León en el siglo XIX y principios del XX.
De ritmo irregular genuinamente castellano, el corrido consta de dos partes, la primera de movimiento oscilatorio y lateral en marcha rápida y la segunda semejante a la jota.

## Andalucía
Es un romance cantado con rasgos estilísticos de jácara que se suele acompañar con la guitarra al son del fandango.

## Enlaces
- Corrido castellano

- Datos: Q15306187